# Orgilus claripennis
Orgilus claripennis är en stekelart som beskrevs av Ivanov 1899. Orgilus claripennis ingår i släktet Orgilus och familjen bracksteklar. Inga underarter finns listade i Catalogue of Life.